# 23 Ursae Majoris
23 Ursae Majoris (23 UMa / h Ursae Majoris / HD 81937 / HR 3757) es una estrella en la constelación de la Osa Mayor de magnitud aparente +3,75. Es la estrella más brillante en la constelación sin letra griega de Bayer, por lo que es conocida por su número de Flamsteed. 
Se encuentra a 76 años luz de distancia del sistema solar.
Catalogada como una subgigante blanco-amarilla de tipo espectral F0IV, 23 Ursae Majoris tiene una temperatura superficial de 7080 K. Brilla con una luminosidad 14 veces mayor que la del Sol y su radio es 2,5 más grande que el radio solar. Temperatura y luminosidad implican una masa de 1,75 masas solares, por lo que estamos ante una estrella de la secuencia principal de 1200 millones de años de edad y no ante una subgigante. Gira sobre sí misma a una velocidad de al menos 147 km/s, siendo su período de rotación igual o inferior a 20,4 horas.
23 Ursae Majoris es una variable Delta Scuti, si bien no existe ningún estudio global al respecto. Muestra una pequeña variación en su brillo de 0,02 - 0,07 magnitudes, siendo su período de aproximadamente 2 horas.
23 Ursae Majoris forma una estrella binaria con una compañera visualmente a 23 segundos de arco. De acuerdo a su magnitud +9,19, es una enana naranja de tipo K7 —probablemente similar a 61 Cygni B o Gliese 638— con una masa aproximada de 0,63 masas solares. La separación observada corresponde a una distancia mínima de 530 UA entre ambas estrellas, con un período orbital de al menos 7900 años.